# 제43회 세자르상
제43회 세자르상은 2018년 3월 2일에 열린 시상식이다.

## 수상 및 후보

### 작품상
- 120BPM - 로빈 캉필로 수상
- 씨 유 업 데어 - 알베르 뒤퐁텔
- 바르바라 - 마티유 아말릭
- 르 브리오 - 이반 아탈
- 스텝 바이 스텝 - 그랜드 콥스 마라드 외 1명
- 블러디 밀크 - 휴베르트 차루엘
- 세 라 비! - 에릭 토레다노 외 1명

### 남우주연상
- 블러디 밀크 - 스완 아르라우드 수상
- 르 브리오 - 다니엘 오떼유
- 세 라 비! - 장 피에르 바크리
- 로큰롤 - 기욤 까네
- 씨 유 업 데어 - 알베르 뒤퐁텔
- 리다우터블 - 루이 가렐
- 장고 인 멜로디 - 레다 카텝

### 여우주연상
- 바르바라 - 잔느 발리바 수상
- 렛 더 선샤인 인 - 줄리엣 비노쉬
- 넘버 원 - 엠마뉴엘 드보스
- 더 워크샵 - 마리나 포이스
- 새벽의 약속 - 샤를로뜨 갱스부르
- 무슈 & 마담 아델만 - 도리아 틸리에
- 잘루즈 - 카린 비아르

### 남우조연상
- 120BPM - 앙투안 라이나르츠 수상
- 씨 유 업 데어 - 닐스 아르스트럽
- 씨 유 업 데어 - 로랑 라피트
- 세 라 비! - 질 를르슈
- 세 라 비! - 빈센트 맥케인

### 여우조연상
- 블러디 밀크 - 사라 지로도 수상
- 아바 - 로르 칼라미
- 더 하우스 바이 더 씨 - 아나이스 드무스티에
- 120BPM - 아델 에넬
- 씨 유 업 데어 - 멜라니 티에리

### 신인남우상
- 120BPM - 나우엘 페레즈 비스카야트 수상
- 세 라 비! - 벤자민 라베른헤
- 마빈 - 피네건 올드필드
- 스텝 바이 스텝 - 파블로 폴리
- 120BPM - 아르노 발로아

### 신인여우상
- 르 브리오 - 카멜리아 조다나 수상
- 더 가디언즈 - 아이리스 브리
- 위기의 파리지엔 - 라에티샤 도슈
- 세 라 비! - 아이 하이다라
- 로우 - 가렌스 마릴러

### 각본상
- 120BPM - 로빈 캉필로 수상
- 바르바라 - 마티유 아말릭 외 1명
- 로우 - 쥘리아 뒤쿠르노
- 블러디 밀크 - 클로드 르 페이프
- 세 라 비! - 에릭 토레다노 외 1명

### 각색상
- 씨 유 업 데어 - 알베르 뒤퐁텔 외 1명 수상
- 더 가디언즈 - 자비에 보브와 외 2명
- 스텝 바이 스텝 - 그랜드 콥스 마라드 외 1명
- 새벽의 약속 - 에릭 바르비에 외 1명
- 리다우터블 - 미셀 하자나비시우스

### 촬영상
- 씨 유 업 데어 - 빈센트 마티아스 수상
- 120BPM - 잔느 라프와리
- 바르바라 - 크리스토퍼 보칸
- 더 가디언즈 - 카롤린느 샹페띠에
- 리다우터블 - 귀욤 쉬프먼

### 의상상
- 씨 유 업 데어 - 미미 렘피카 수상
- 120BPM - 이자벨 패네티에
- 바르바라 - 파스칼린 샤반느
- 더 가디언즈 - 아나이스 로망
- 새벽의 약속 - 캐서린 부샤드

### 음향상
- 바르바라 - 올리비어 마베진 외 2명 수상
- 120BPM - 줄리앙 시카트 외 2명
- 씨 유 업 데어 - 장 미농두 외 3명
- 로우 - 마티유 데캉 외 2명
- 세 라 비! - 파스칼 아만트 외 2명

### 편집상
- 120BPM - 로빈 캉필로 수상
- 씨 유 업 데어 - 크리스토프 피넬
- 바르바라 - 프랑수아 제디지에
- 블러디 밀크 - 줄리 레나 외 2명
- 세 라 비! - 도리언 리갈-안수스

### 음악상
- 120BPM - 아르노 레보티니 수상
- 씨 유 업 데어 - 크리스토프 줄리앙
- 로우 - 짐 윌리엄스
- 블러디 밀크 - 미드
- 페이시스 플레이시스 - 마티유 셰디드

### 미술상
- 씨 유 업 데어 - 피에르 퀘펠린 수상
- 120BPM - 엠마뉴엘 듀플레
- 바르바라 - 로랑 보드
- 새벽의 약속 - 피에르 렌슨
- 리다우터블 - 크리스티앙 마르티

### 단편영화상
- 더 윙클스 - 앨리스 비알 수상
- 프렌치 - 조사 안제베
- 겟 업 킨샤샤! - 세바스티앙 메이트리 외 1명
- 말론 - 제시카 팔루드
- 레미제라블 - 래드 리

### 애니메이션상 - 단편
- 할아버지는 바다코끼리 - 루크레시아 안드레아 수상
- 빅 배드 폭스 - 벤자민 레너 외 1명 수상
- 더 볼드 퓨쳐 - 폴 카본
- 명왕성이 다시 행성이 되었으면 - 마리 아마슈켈리-바르사크 외 1명
- 한밤의 정원 - 브누아 슈
- 사하라 - 피에르 꼬레
- 몬스터 파크 - 아르튀르 드 팽 외 1명

### 외국어영화상
- 러브리스 - 안드레이 즈비아긴체프 수상
- 더 나일 힐튼 인시던트 - 타릭 살레
- 덩케르크 - 크리스토퍼 놀란
- 더 로얄 익스체인지 - 마크 듀가인
- 라라랜드 - 데이미언 셔젤
- 웨딩 - 스테판 스트러커
- 더 스퀘어 - 루벤 외스틀룬드

### 데뷔작품상
- 블러디 밀크 - 휴베르트 차루엘 수상
- 로우 - 쥘리아 뒤쿠르노
- 위기의 파리지엔 - 레오노르 세라이예
- 무슈 & 마담 아델만 - 니콜라스 베도스
- 스텝 바이 스텝 - 그랜드 콥스 마라드 외 1명

### 다큐멘터리상
- 아이 엠 낫 유어 니그로 - 라울 펙 수상
- 12 데이스 - 레이몽 드파르동
- 스피크 업 - 스테판 데 프레이타스 외 1명
- 까레 35 - 에릭 카라바카
- 페이시스 플레이시스 - 아녜스 바르다

### 프로덕션상
- 씨 유 업 데어 - 알베르 뒤퐁텔 수상
- 120BPM - 로빈 캉필로
- 바르바라 - 마티유 아말릭
- 로우 - 쥘리아 뒤쿠르노
- 블러디 밀크 - 휴베르트 차루엘
- 리다우터블 - 미셀 하자나비시우스
- 세 라 비! - 에릭 토레다노 외 1명

## 같이 보기
- 제30회 유럽 영화상
- 제90회 아카데미상
- 제71회 영국 아카데미 영화상